# Camera dei signori prussiana
La Camera dei signori prussiana (in tedesco: Preußisches Herrenhaus) a Berlino era la camera alta del Preußischer Landtag, il parlamento della Prussia dal 1850 al 1918. Insieme alla camera bassa, la Camera dei rappresentanti (in tedesco: Abgeordnetenhaus), formava la legislatura bicamerale prussiana.

## Regno di Prussia
Basata sulla Camera dei lord del Regno Unito, la Herrenhaus fu creata in seguito alla rivoluzione del 1848 con l'adozione della Costituzione del regno di Prussia dal re Federico Guglielmo IV il 31 gennaio 1850.
Un membro della Herrenhaus era noto come pari, o ufficialmente come membro della Camera dei signori prussiana (in tedesco: Mitglieder des preußischen Herrenhauses, o MdH). La Herrenhaus era composta da pari ereditari, pari a vita nominati dal re di Prussia, pari in virtù della posizione e da rappresentanti di città e università. La maggior parte dei membri era nobile, anche se erano presenti anche membri non nobili, specialmente tra i rappresentanti delle città e delle università.
La composizione era la seguente:
- Principi della casa reale di Hohenzollern che avevano raggiunto la maggiore età.
- Membri per diritto ereditario:
  - il capo della casa principesca di Hohenzollern;
  - i capi degli Stati appartenuti al Sacro Romano Impero presenti sul territorio prussiano, principalmente case principesche mediatizzate, come Arenberg, Bentheim-Steinfurt, Fürstenberg (stato), Isenburg e Wied (contea);
  - altri membri per diritto ereditario, soprattutto principi e conti di terre annesse dalla Prussia nel corso dei secoli, come il duca dello Schleswig-Holstein o il langravio dell'Assia-Philippsthal-Barchfeld.
- Membri a vita: 
  - i titolari dei quattro grandi uffici (Grosse Hofämter) del regno, ovvero il Ciambellano di Stato (Landhofmeister), il Cancelliere (Kanzler), l'Alto maresciallo (Obermarschall) e l'Alto burgravio (Oberburggraf);
  - i membri nominati dal re, che potevano essere sia nobili che non, e comprendevano generali e ammiragli selezionati, alti funzionari governativi, imprenditori e filantropi;
  - i membri per carica, principalmente titolari di cariche nobili, i rappresentanti delle università e i sindaci delle città.

## Stato libero
Con la rivoluzione del 1918 e la caduta della monarchia in seguito alla prima guerra mondiale, la Herrenhaus venne sciolta dal governo del ministro presidente Paul Hirsch. In base alla costituzione del 1920 dello Stato Libero di Prussia esso venne sostituito dal Consiglio di Stato (in tedesco: Staatsrat), composto dai delegati delle assemblee delle province. Il sindaco di Colonia Konrad Adenauer fu presidente del Consiglio di Stato dal 1921 al 1933.

## Presidenti dellaHerrenhaus
- Hans Heinrich X von Hochberg (1854)
- Adolfo di Hohenlohe-Ingelfingen (1856-1862)
- Eberhard zu Stolberg-Wernigerode (1862-1872)
- Adolf von Arnim-Boitzenburg (1872-1877)
- Vittorio I di Ratibor (1877-1893)
- Otto zu Stolberg-Wernigerode (1893-1896)
- Guglielmo di Wied (1897-1904)
- Edzard zu Innhausen und Knyphausen (1904-1908)
- Otto von Manteuffel (1908-1911)
- Wilhelm von Wedel-PIesdorf (1912-1915)
- Dietlof von Arnim-Boitzeburg (1915-1918)

## Membri celebri
- Konrad Adenauer
- Alberto I di Thurn und Taxis
- Herbert von Bismarck
- Otto von Bismarck
- Bernhard von Bülow
- Hermann von Hatzfeldt
- Costantino di Hohenzollern-Hechingen
- Vittorio I di Ratibor
- Vittorio II di Ratibor
- Guglielmo di Wied